# What do you Meme?
What do you Meme? ist ein Kommunikationsspiel und Partyspiel für zwei bis sechs Personen, das von Elie Ballas, Ben Kaplan und Elliot Tebele entwickelt und 2012 im Selbstverlag veröffentlicht wurde. Über die Crowdfunding-Plattform Kickstarter wurde 2015 eine sehr erfolgreiche Finanzierung erzielt, das Funding-Ziel wurde um ein Vielfaches übertroffen.
2018 griff der argentinische Verlag The Toy Company Argentina S.R.L. das Spiel auf und veröffentlichte es unter dem Titel Meme Manía. Seit 2019 ist es zudem in einer deutschsprachigen Version des Verlages HUCH! sowie in einer niederländischen Version bei Megableu verfügbar. Nach Verlagsangaben von HUCH! wurde das Spiel innerhalb kurzer Zeit mehr als 2 Millionen Mal verkauft.

## Hintergrund und Spielmaterial
What do you Meme? ist ein Kommunikationsspiel, das in der Spielmechanik und den satirischen, teilweise anzüglichen und bewusst politisch unkorrekten Inhalten auf Spielen wie Cards Against Humanity und deren Ablegern beruht. Das Spielmaterial besteht aus einem Set von 72 großformatigen Bildkarten sowie 363 Textkarten. Die Mitspieler versuchen in dem Spiel möglichst passende und humorvolle Memes zu bilden und dadurch Punkte zu erhalten.

## Spielablauf
Zur Spielvorbereitung werden die Textkarten gemischt und an jeden Mitspieler werden sieben Karten verteilt. Aus der Spielergruppe wird ein Spieler als Punktrichter bestimmt, der die Bildkarten erhält und daraus eine auswählt, die er offen auslegt. Alle Mitspieler wählen aus ihren 7 Handkarten eine nach ihrer Meinung zu dem Bild passende und humorvolle Textkarte aus und legen sie verdeckt zu dem Bild. Der Punktrichter sammelt alle Karten ein und mischt sie. Danach liest er sie nacheinander laut vor und legt sie vor sich ab. Er entscheidet nun, welches Meme ihm am besten gefällt und vergibt dafür einen Punkt, den der Spieler erhält, der die entsprechende Karte gewählt hat.
Sobald der Sieger der Runde feststeht, werden alle Karten wieder eingesammelt und jeder Spieler erhält 7 neue Karten. Die Rolle des Punktrichters wird an die nächste Person weitergegeben und die Runde wird ebenso gespielt wie die vorhergehende. Das Spiel endet, wenn eine vorher vereinbarte Anzahl Runden gespielt wurde oder wenn ein Spieler eine vorher vereinbarte Anzahl von Punkten erreicht hat. Laut der Spielregel endet das Spiel ebenfalls, „wenn ihr alle Hunger habt“ und empfiehlt in dem Fall „bestellt ihr am besten eine große Pizza“.
Als Bonusoption gibt es die Möglichkeit, mit Freestyle-Karten zu spielen. Wenn ein Spieler eine dieser Karten auf die Hand bekommt, müssen alle Spieler ihre Handkarten abwerfen und sich selber eine passende Textergänzung zur Bildkarte ausdenken.
Alternativ können auch Memes hinzugefügt oder ersetzt werden. Beispielsweise können Bilder der Mitspielenden verwendet werden oder man fügt neue Karten mit neuen Sprüchen hinzu.

## Ausgaben und Rezeption
Das Spiel What do you Meme? A Millennial Card Game For Millennials And Their Millennial Friends wurde von Elie Ballas, Ben Kaplan und Elliot Tebele entwickelt und erschien 2016 als erste englische Version im Selbstverlag. 2018 erschien eine zusätzliche „BSFW“-Version des Spiels, also eine Version „Barely Suitable For Work“ mit teilweise nicht jugendfreien Inhalten. Im gleichen Jahr veröffentlichte der argentinische Verlag The Toy Company Argentina S.R.L. das Spiel unter dem Titel Meme Manía und seit 2019 ist es zudem in einer deutschsprachigen Version des Verlages HUCH! sowie in einer niederländischen Version bei Megableu verfügbar.
Nach Verlagsangaben wurde das Spiel seit seinem Erscheinen in den Vereinigten Staaten mehr als 2 Millionen Mal verkauft (2019).

## Belege
1. ↑  What Do You Meme?™: Wie ein Internet-Phänomen zum Kartenspiel-Hit wird. spielwarenmesse.de, abgerufen am 12. Oktober 2020.
2. 1 2 3 4  Spielanleitung von What do you Meme? bei HUCH! / Hutter Trade; abgerufen am 1. November 2019.
3. 1 2  Versionen von What do you Meme? in der Datenbank BoardGameGeek; abgerufen am 1. November 2019.
4. ↑  BSFW bei urbandictionary.com; abgerufen am 1. November 2019.